# Salut fasciste

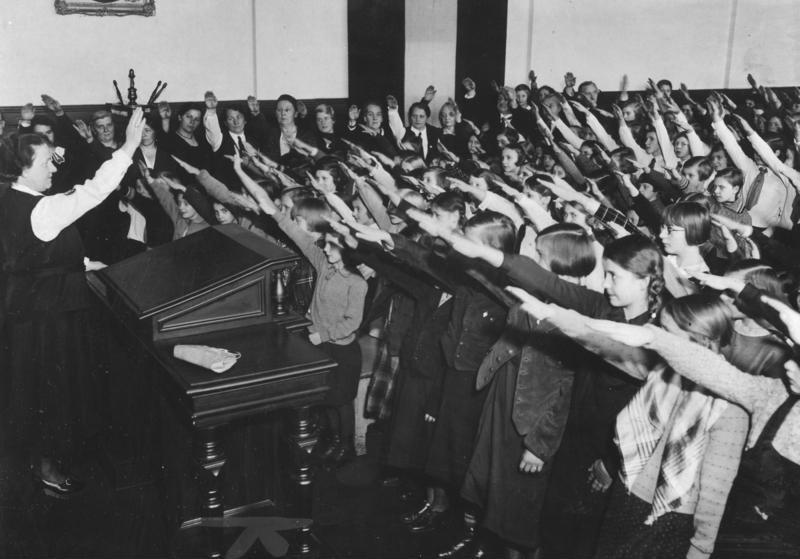
Le salut nazi à l'école en 1934.

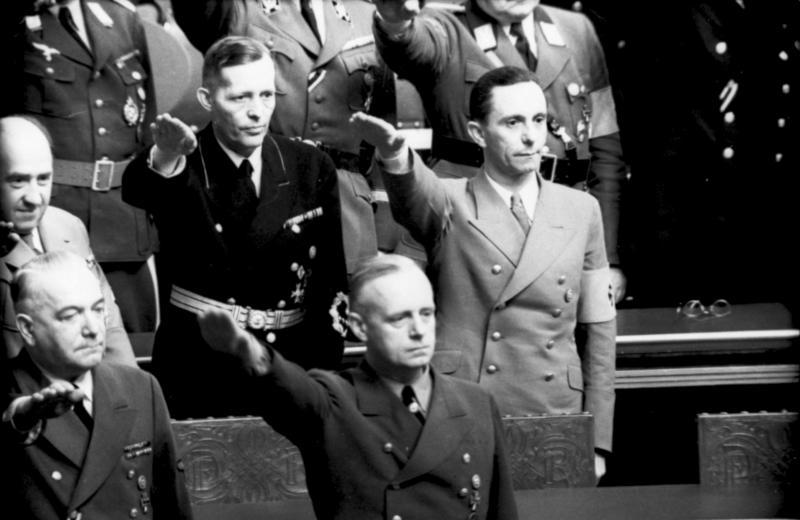
Joachim von Ribbentrop, Joseph Goebbels et d'autres officiels nazis, saluant lors d'une séance au Reichstag, en 1941.

Le salut fasciste est un salut exécuté par le bras et la main droite tendus, qui serait semblable au salut prétendument romain. Signe de ralliement du fascisme en Italie, il fut ensuite adopté par le Parti national-socialiste des travailleurs allemands (NSDAP) d'Adolf Hitler, ce qui lui vaut d'être désormais fortement associé au nazisme. Il est, par conséquent, souvent désigné sous les noms restrictifs de salut nazi ou salut hitlérien. En Allemagne, l'usage du salut était fréquemment accompagné de la formule « Heil Hitler » (« Heil » signifiant « salut à » en allemand ; soit « Salut à Hitler », « Hommage à Hitler » ou, en substance, « Vive Hitler »). Le salut connaissait également, en Allemagne, une variante exécutée avec le bras replié et non tendu, d'ailleurs habituellement pratiquée par Hitler lui-même.
Le salut demeure utilisé par certains groupes néonazis ou, notamment en Italie, néofascistes.

## Origines
Le salut fasciste et le salut nazi reprennent le salut dit romain,, bras tendu, remis au goût du jour au début du XXe siècle, notamment au cinéma.
Le film muet italien Cabiria (1914), un des premiers péplum de l'histoire du cinéma, est conçu sur un scénario (et avec des intertitres) de Gabriele D'Annunzio (1863–1938), un précurseur du fascisme, qui a contribué à réhabiliter un décorum paramilitaire lors de l'expédition de Fiume (1919–1920) : chemises noires, cri de ralliement, salut romain, culte de l'héroïsme, etc.

## Usage
Pour des raisons obscures (probablement l'attrait pour la Rome antique que l'on retrouve aussi dans l'usage symbolique des faisceaux romains), le salut exécuté par le bras et la main droite tendus, est repris par les fascistes italiens, vers 1920. Le salut pourrait aussi avoir des origines militaires, indiquant une marque de respect entre un soldat et son supérieur hiérarchique.
À titre anecdotique, la délégation française a été très applaudie lors du défilé d'ouverture des Jeux olympiques de 1936 à Berlin, les spectateurs prenant le salut olympique pour un salut nazi et donc pour un hommage au Führer (Adolf Hitler).
Il fut aussi pratiqué par les Arditi de Gabriele D'Annunzio durant l'épisode de la Régence italienne du Carnaro, en référence à l'Empire romain. Il fut ensuite adopté par le Parti national fasciste de Benito Mussolini, puis repris par l'ensemble des mouvements européens d'inspiration fasciste, comme la Phalange espagnole, la Garde de fer et le NSDAP.
Sous le Troisième Reich, il était l'un des signes les plus évidents du culte de la personnalité rendu au dictateur allemand. D'après l'encyclopédie Brockhaus, les historiens nazis estimaient que certains rois du Moyen Âge étaient salués avec des gestes similaires.
Le salut fasciste diffère du salut nazi. Pour les fascistes italiens et les franquistes, le bras est levé plus haut et le pouce est écarté des autres doigts[réf. nécessaire]. Sur certaines photo le salut apparait effectué avec le poignet cassé vers le haut.
À compter de 1938, le régime de Mussolini tenta, sans grand succès, d'imposer le salut fasciste au-delà de la sphère étatique et militante, en rendant le salut bras tendu obligatoire pour tous les Italiens en lieu et place de la poignée de main.
En Espagne, sous le régime de Francisco Franco, le salut fut utilisé en tant que salut franquiste par les sympathisants du régime issus notamment de la Phalange espagnole, mais devint progressivement obsolète.

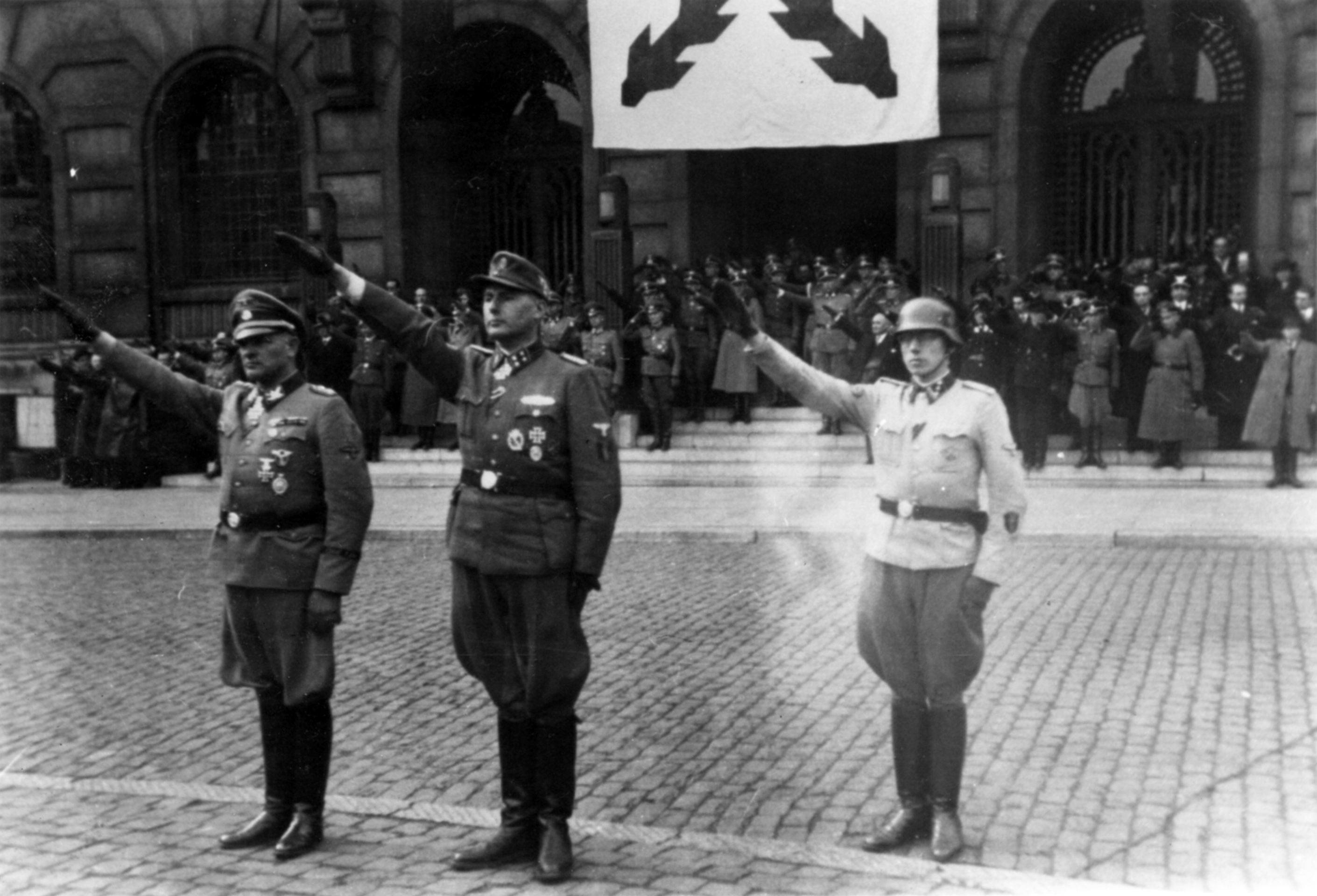
Josef Dietrich, Léon Degrelle et Jean Vermeire devant l'hôtel de ville de Charleroi (Belgique), le 1 avril 1944.

En France, sous le régime de Vichy, les membres de la légion des volontaires français contre le bolchevisme (LVF) et les Waffen-SS français de la division Charlemagne utilisaient aussi ce salut. Le salut fasciste a été utilisé aussi par des collaborationnistes dans certaines manifestations publiques du régime. Il était également utilisé par les élèves des Chantiers de la jeunesse française (CJF).
En Allemagne, le salut hitlérien est considéré par les nazis comme « le » salut allemand, et donc dans certaines villes, il sera interdit aux Juifs, comme à Gotha en 1933 :
« La direction du parti nazi de la ville et du district de Gotha a publié l'avis suivant : “Il a été soulevé à plusieurs reprises de savoir si les Juifs devaient aussi rendre le salut allemand [hitlérien]. Afin de faire cesser dans l'avenir tout malentendu, nous affirmons par la présente que le salut allemand est un salut des Allemands qui non seulement n'est pas exigé des Juifs, mais n'est pas non plus désiré d'eux. Aussi la population est invitée à laisser tranquilles les Juifs qui n'effectueraient pas le salut allemand”.  »
La Wehrmacht refuse d'adopter le salut hitlérien. Il ne lui est d'abord imposé à partir du 19 septembre 1933 qu'en chantant le Horst-Wessel-Lied et l'hymne national, et lors de rencontres non-militaires dans et en dehors de la Wehrmacht (par exemple avec des membres du gouvernement). Cependant, le salut traditionnel n'était autorisé par le protocole de la Reichswehr et de la Wehrmacht que si la personne qui salue porte un couvre-chef réglementaire. Le salut hitlérien est donc utilisé pour tous les saluts à tête découverte, ce qui le rend de fait obligatoire dans la plupart des situations. Il est imposé à l'armée le 24 juillet 1944, quelques jours après le complot du 20 juillet 1944 contre Hitler,.

## Origines de l'interjection «Heil Hitler»

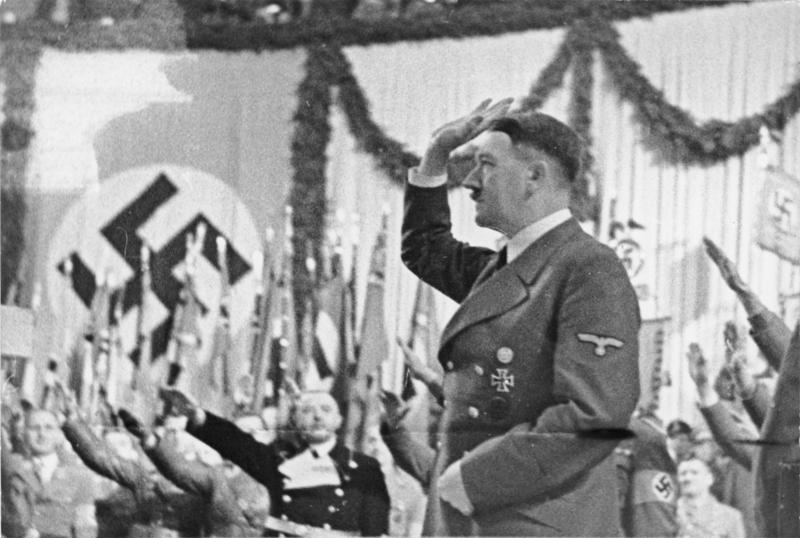
Adolf Hitler saluant avec le bras replié, en 1943.

Selon Ian Kershaw, dans sa biographie d'Hitler, le « Heil » du salut et le titre de « Führer » viendraient de Georg Ritter von Schönerer, violent antisémite viennois de la fin du XIXe siècle. Ce cri était utilisé par les partisans de ce nationaliste virulent qui inspira, en partie, l'idéologie du futur dirigeant nazi.
Le cri Sieg Heil (« Salut à la victoire », « Sieg » signifiant « victoire », et « Heil » signifiant « salut » dans le sens du salut de l'âme) accompagnait souvent le salut hitlérien. Après le complot du 20 juillet 1944, il est devenu obligatoire de le prononcer à tous les rassemblements militaires[réf. nécessaire].
Enfin, ou d'abord, l'opéra Lohengrin (1845–1848, créé en 1850), de Richard Wagner, débute par « Heil, König Heinrich ! », à l'époque du Printemps des peuples.

## Utilisations satiriques du salut hitlérien
L'emploi satirique de ce salut dans la lutte contre le nazisme est antérieure à 1933. L'artiste John Heartfield a réalisé un photomontage montrant Hitler en train de saluer les financiers internationaux. Dans Le Dictateur de Charlie Chaplin, le personnage hitlérien entraîne plusieurs fois le chaos en tentant de faire le salut. D'autres scènes satiriques sont incluses dans Stalag 17, Docteur Folamour, Papy fait de la résistance et L'Hôtel en folie.
Le film To Be or Not to Be d'Ernst Lubitsch utilise également le salut de manière satirique, lorsqu'un acteur résistant qui se fait passer pour le dictateur répond aux ovations de ses partisans, sur un ton désabusé : « Heil moi-même ».

## Interdictions

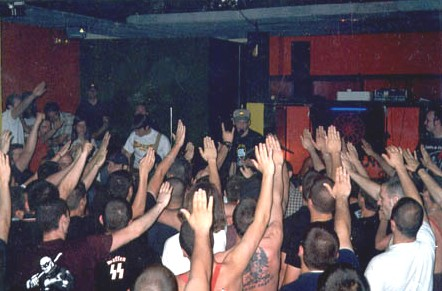
Saluts fascistes lors d'un concert de rock anticommuniste en Espagne, en 2003.

### Allemagne
Le salut nazi est interdit en Allemagne par la loi fondamentale, et en Autriche par la constitution et par le Verbotsgesetz (loi d'interdiction de 1947). Certains militants néonazis allemands utiliseraient le salut en écartant les doigts de la main, de manière à ne pas l'exécuter intégralement, et à ne pas tomber sous le coup de l'interdiction[réf. nécessaire][Lesquels ?][Quand ?].

### France
En France, le salut fasciste n'est pas directement interdit, à l'inverse des uniformes ou insignes nazis, qui le sont par l'article R645-1 du Code pénal.
Dans les faits il peut être considéré comme une incitation à la haine raciale,,.
Il est interdit dans un stade, par l'article L332-7 du Code du sport,.

### Italie
En Italie, le salut fasciste est encore couramment utilisé par des organisations néofascistes comme Forza Nuova, CasaPound (de même que Blocco Studentesco) ou encore Fratelli d'Italia mais la loi Scelba (it) de 1952, notamment l'article 5, condamne les manifestations fascistes et l'utilisation de gestuelles nazies et de la république sociale italienne ainsi que de l'Italie fasciste en général.
Le 20 février 2018, la cour de cassation milanaise a délibéré que le salut fasciste n'est pas condamnable dans la situation où le geste se fait dans un contexte non-violent et commémoratif. Il s'agit alors d'une manifestation idéologique. C'est à la suite de la manifestation organisée par le parti Fratelli d'Italia en 2014 que deux militants de CasaPound ont été poursuivis pour apologie du fascisme, ils ont été disculpés à la suite de la décision.